# Zakłady Konstrukcyjno-Mechanizacyjne Przemysłu Węglowego
Zakłady Konstrukcyjno-Mechanizacyjne Przemysłu Węglowego (ZKMPW) – dawna państwowa jednostka naukowo-badawcza z siedzibą w Gliwicach przy ul. Pszczyńskiej 37 i oddziałami w innych miastach.

## Historia
Zakłady Konstrukcyjno-Mechanizacyjne Przemysłu Węglowego wywodzą się z utworzonego w 1945 roku Centralnego Biura Projektów w Świętochłowicach. Rozwój górnictwa spowodował, że w 1950 roku Centralne Biuro Projektów zostało przekształcone w Biuro Konstrukcji Maszyn Górniczych, które następnie w 1953 roku przyjęło nazwę Centralnego Biura Konstrukcji Maszyn Górniczych, z siedzibą w Gliwicach. Kolejnym krokiem było połączenie w 1957 roku Centralnego Biura Konstrukcji Maszyn Górniczych  oraz istniejącego od 1951 roku Instytutu Mechanizacji Górnictwa i utworzenie Instytutu Doświadczalno-Konstrukcyjnego Przemysłu Węglowego, który w 1958 roku przyjął nazwę Zakładów Konstrukcyjno-Mechanizacyjnych Przemysłu Węglowego.
Rozwój ZKMPW obejmował utworzenie, na bazie dawnej Spółdzielni Pracy „Piezoelektronika”, Zakładu Elektroniki Górniczej w Tychach, Zakładu Telemechaniki Górniczej „Elektrometal” w Cieszynie, Zakładu Cybernetycznych Kompleksów Górniczych w Zabrzu Biskupicach, Zakładu Budowy Maszyn Doświadczalnych w Zabrzu oraz przejęcie Kopalni Doświadczalnej M-300 w Zabrzu i Zautomatyzowanej Doświadczalnej Kopalni „Jan” w Katowicach. Od 1968 do 1974 r. naczelnym dyrektorem ZKMPW był prof. dr inż. Aleksander Osuch.
W maju 1975 roku dokonano reorganizacji zaplecza badawczego górnictwa. Zakłady Konstrukcyjno-Mechanizacyjne Przemysłu Węglowego przekształcono w ZKMPW Ośrodek Badawczo-Rozwojowy Automatyzacji Górnictwa z siedzibą w Katowicach, a z wydzielonych Zakładów Budowy Maszyn Doświadczalnych i Doskonalenia Kadr oraz Kopalni Doświadczalnej M-300 utworzono Centralny Ośrodek Projektowo-Konstrukcyjny Maszyn Górniczych KOMAG z siedzibą w Gliwicach. Pod koniec roku do Zakładów Konstrukcyjno-Mechanizacyjnych Przemysłu Węglowego Ośrodek Badawczo-Rozwojowy Automatyzacji Górnictwa wcielono piony automatyki Głównego Instytutu Górnictwa (GIG) i Głównego Biura Studiów i Projektów Przeróbki Węgla SEPARATOR, tworząc Centrum Naukowo-Produkcyjne Elektrotechniki i Automatyki Górniczej EMAG, z siedzibą w Katowicach, które rozpoczęło działalność od pierwszego stycznia 1976 roku (zgodnie z Zarządzeniem nr 59 Ministerstwa Górnictwa i Energetyki z 30 grudnia 1975).

## Struktura
Struktura ZKMPW zmieniała się wraz z ich rozwojem, ale w pierwszej połowie lat 60. XX wieku nastąpiła stabilizacja organizacyjna, przy zatrudnieniu przekraczającym 1230 pracowników w 1965 roku.
W siedzibie centrali w Gliwicach znajdowała się dyrekcja, księgowość, administracja, Pion Ogólno-Techniczny (obejmujący Zakład Budowy Prototypów, Wydawnictwa Techniczne, Ośrodek Informacji Technicznej i Ośrodek Normalizacji) oraz Pion Konstruktorski (obejmujący Zakład Maszyn Ścianowych, Zakład Maszyn Chodnikowych, Zakład Obudowy, Zakład Transportu, Zakład Urządzeń Wiertniczych, Zakład Maszyn Wyciągowych, Zakład Maszyn Powietrznych, Zakład Maszyn Przepływowych i Zakład Konstrukcji Elektrycznych).
W Katowicach znajdowała się pozostała część Pionu Konstrukcyjnego (obejmująca Zakład Eksploatacji Maszyn oraz Zakład Ekonomiki Mechanizacji, Automatyzacji i Elektryfikacji), Pion Badawczo-Wdrożeniowy (obejmujący Zakład Badań Hydrauliki Olejowej, Zakład Badań Urządzeń Sterujących i Warsztat Zakładów Badań) oraz Pion Elektryfikacji i Automatyzacji (obejmujący Zakład Elektryfikacji, Zakład Badań Elektrycznych i Zakład Automatyzacji).
W Zabrzu zlokalizowano Ośrodek Doskonalenia Kadr, Kopalnię Doświadczalną M-300, Zakład Badań Maszyn do Urabiania, Zakład Badań Urządzeń Transportowych, Zakład Techniki Pomiarowej, Zespół Automatyzacji, Laboratorium Izotopowe, Zespół Maszyn Matematycznych i Dział Inwestycji.
W Częstochowie był Zakład Kopalnictwa Rud Żelaza, w Bytomiu – Zakład Kopalnictwa Rud Metali Nieżelaznych, w Rudzie Śląskiej – Stacja Badawcza Urządzeń Transportowych, a w Tychach – Zakład Elektroniki Górniczej.
W drugiej połowie lat 60. XX wieku zreorganizowano istniejące dotychczas 3 piony merytoryczne, tworząc Pion Konstrukcyjny i Pion Naukowo-Badawczy. W ich ramach działalność prowadziły Zespoły Zakładów: Konstrukcji Maszyn i Urządzeń Górnictwa Węglowego, Elektrotechniki Górniczej, Hydrauliki Górniczej, Automatyzacji Górnictwa oraz Konstrukcji Maszyn i Urządzeń Górnictwa Niewęglowego.
W Cieszynie zlokalizowano Zakład Telemechaniki Górniczej „Elektrometal”, a w Rybniku i Wałbrzychu placówki świadczące usługi tamtejszym zjednoczeniom węglowym. Zatrudnienie wzrosło w 1970 roku  do 3150 pracowników i 570 uczniów. Pośród pracowników było ~800 naukowców i wysoko kwalifikowanych inżynierów, w tym 23 samodzielnych pracowników naukowych i 54 adiunktów naukowo-badawczych.

## Działalność
Powstanie ZKMPW stworzyło możliwość rozwoju zaplecza badawczo-konstrukcyjnego dla podziemnej eksploatacji węgla. Równolegle z działalnością konstrukcyjną realizowano prace naukowo-badawcze w zakresie mechanizacji, elektryfikacji oraz automatyzacji górnictwa.
Mechanizacja procesu technologicznego kopalni obejmowała:
- roboty eksploatacyjne tj. urabianie węgla, jego ładowanie i odstawę (wrębiarki, kombajny, strugi, przenośniki zgrzebłowe, przenośniki podścianowe, przenośniki taśmowe), obudowę wyrobisk ścianowych (stropnice czołowe, stojaki, obudowy zmechanizowane);

- roboty pomocnicze (przesuwniki przenośników ścianowych, kołowroty bezpieczeństwa, podsadzarki ścianowe, kruszarko-podsadzarki, kruszarki kęsów, układaki przewodów kombajnowych, agregaty wtłaczające wodę do calizny węglowej);

- roboty przygotowawcze tj. ładowanie w chodnikach kamiennych (ładowarki zasięrzutne, przodkowe podwieszane przenośniki przesuwne), ładowanie w chodnikach kamienno-węglowych (ładowarki zgarniakowe, ładowarki zgarniakowe z podawarką zgrzebłową, kołowroty zgarniakowe, przenośniki taśmowe przesuwne), ładowanie w chodnikach węglowych i kamienno-węglowych (wrębiarki ścianowe, wrębiarko-ładowarki, wrębiarki chodnikowe na podwoziu gąsienicowym, przenośniki zgrzebłowe przesuwne do zespołów wrębiąco-ładujących);

- roboty wiertnicze (wiertarki udarowe i wozy wiertnicze do wykonywania otworów strzałowych), dołowe wiertarki i wiertnice do wiercenia otworów mało- i wielkośrednicowych, maszyny wiertnicze do kamieniołomów;

- głębienie szybów (ładowarki chwytakowe szybowe, maszyny wyciągowe dla potrzeb głębienia szybów, kołowroty pomocnicze stosowne w robotach szybowych);

- roboty pozaprzodkowe, w tym maszyny wyciągowe, maszyny przepływowe (pompy odwadniania głównego, pomocniczego i przodkowego oraz automatyczne urządzenia przeciwpożarowe), maszyny powietrzne (wentylatory głównego i lokalnego przewietrzania, odpylacze do zwalczania zapylenia na przesypach, wywrotach i ślepych wyrobiskach oraz do zbierania pyłów osiadłych i unoszonych prądem powietrza).

Wiodącą rolę w tych pracach odegrały Zespół Zakładów Konstrukcji Maszyn i Urządzeń Górnictwa Węglowego oraz Zespół Zakładów Hydrauliki Górniczej.
Elektryfikacja dotyczyła następujących zagadnień:
- modernizacji urządzeń wyposażenia elektrycznego zasilanego napięciem 500 V;

- opracowania urządzeń wyposażenia elektrycznego zasilanego napięciem 1000 V;

- podniesienia napięcia zasilania z przewoźnych stacji prostownikowych, trakcji podziemnej w przewozie głównym, z 250 VDC do 660 VDC;

- zastosowania napięcia 220 V zamiast 127 V do zasilania urządzeń pomocniczych, wiertarek, oświetlenia;

- kontroli stanu izolacji;

- zabezpieczeń ziemnozwarciowych;

- zabezpieczeń przed rażeniem od przewodu ślizgowego;

- samoczynnej sygnalizacji akustycznej ostrzegającej ludzi znajdujących się w bezpośrednim zasięgu elementów ruchomych maszyn.

Wyposażenie elektryczne, którego dotyczyły realizowane prace, obejmowało następujące urządzenia:
- rozdzielnice wysokiego napięcia,
- stacje transformatorowe przewoźne,
- automatyczne, przewoźne stacje prostownikowe,
- aparaturę łączeniowo-sterującą z iskrobezpiecznymi obwodami sterowania,
- silniki elektryczne górnicze,
- kable i przewody ekranowane z osprzętem.
Wiodącą rolę w tych pracach odegrał Zespół Zakładów Elektrotechniki Górniczej.
Automatyzacja obejmowała następujące zagadnienia:
- urabianie calizny węglowej, w tym kontrolę i sterowanie:

  - kombajnów i strugów węglowych,
  - obudów zmechanizowanych,
  - zautomatyzowanych kompleksów ścianowych (kombajnowych i strugowych);
- odstawę i transport urobku, w tym kontrolę i sterowanie:

  - przenośników ścianowych i podścianowych,
  - zautomatyzowanych ciągów przenośników taśmowych,
  - oddziałowych punktów załadowczych,
  - trakcji (zdalne przestawianie zwrotnic, sygnalizacja semaforowa),
  - punktów rozładowczych na podszybiach;
- ciągnienie urobku szybami, w tym kontrolę i sterowanie:

  - załadunku skipu na podszybiach,
  - rozładunku skipu na nadszybiu;
- automatyzację odwadniania;

- łączność ścianową.

Wiodącą rolę w tych pracach odegrał Zespół Zakładów Automatyzacji Górnictwa, którym kierował dr inż. Andrzej Grzywak.
Pionierską rolę odegrało ZKMPW w opracowaniu wyposażenia zmechanizowanych kompleksów ścianowych. W ZKMPW powstały pierwsze w Polsce:
- kombajny (KW, KWP, KWB) i strugi (SWS) węglowe,

- obudowy zmechanizowane (OSM, OK),

- przenośniki ścianowe zgrzebłowe (PZP, Śląsk, Samson), podścianowe (Grot) i taśmowe odstawy głównej (Gwarek).

W ZKMPW opracowano także wyposażenie elektryczne zasilające zmechanizowane kompleksy ścianowe napięciem 1000V:
- pola rozdzielcze ognioszczelne (ROK-6),

- rozdzielnie szafowe (RSW-10/I),

- przewoźne stacje transformatorowe (IT3Sb 6000/1050),

- wyłączniki stycznikowe ognioszczelne (KWSOI-1200),

- centralne zabezpieczenie ziemnozwarciowe (UKSI-1000)

oraz układy automatyzacji ścian (ASI, BESTA) i ciągów przenośników (PL-10).
W uznaniu rezultatów twórczej pracy konstruktorom ZKMPW przyznano w 1968 roku Nagrodę Państwową I stopnia w dziedzinie techniki za opracowanie nowatorskich układów automatyzacji ścian kombajnowych (system ASI).
Zautomatyzowanie poszczególnych ogniw umożliwiło przeprowadzenie pierwszej w Polsce próby kompleksowej automatyzacji całego procesu technologicznego kopalni z wykorzystaniem maszyny cyfrowej (system kompleksowej automatyzacji S). Wiodącą rolę w tych pracach odegrał Zespół Zakładów Automatyzacji Górnictwa, w skład którego wchodziły między innymi Zakład Automatyzacji Dołowej, Zakład Automatyzacji Powierzchniowej (CPA) i Zakład Łączności.